# Karol Nienartowicz
Karol Nienartowicz (ur. 1 sierpnia 1985 w Jeleniej Górze) – polski fotograf gór, podróżnik, malarz i autor książek o fotografowaniu w górach.

## Życiorys
Absolwent Liceum Plastycznego w Jeleniej Górze. W 2010 roku ukończył z wyróżnieniem wydział malarstwa Uniwersytetu Zielonogórskiego. Fotografuje góry od 2003 roku. Odwiedził z aparatem prawie 50 krajów na 4 kontynentach. W latach 2014–2016 pracował jako malarz-animator przy produkcji filmu Twój Vincent (2017).

## Twórczość literacka
W 2018 roku ukazała się jego debiutancka książka Górskie wyprawy fotograficzne, wydana nakładem wydawnictwa Helion Bezdroża. Jeszcze przed premierą w marcu 2018 r. książka znalazła się na pierwszym miejscu listy bestsellerów wydawnictwa Bezdroża. W 2021 roku, ukazało się drugie wydanie książki, które zostało zaktualizowane i rozszerzone o ponad 100 stron. W 2022 roku nowe wydanie Górskich wypraw fotograficznych uzyskało tytuł górskiej książki roku podczas Festiwal Górski im. Andrzeja Zawady w Lądku-Zdroju.
W styczniu 2023 roku nakładem wydawnictwa Libra ukazał się monumentalny album "Góry", będący monografią fotografii górskiej Karola Nienartowicza. Książka ma twardą oprawę w dwóch wersjach okładki (Andy i Alpy), liczy 488 stron i jest podsumowaniem dwudziestu lat twórczości fotograficznej autora w górach. W albumie znalazły się wybrane zdjęcia Nienartowicza z pasm górskich Europy, Ameryki Południowej, Ameryki Północnej i Azji. 

## Osiągnięcia
Zwycięzca nagrody Grand Prix w międzynarodowym konkursie fotograficznym National Geographic i Fundacji Nasze Karpaty w 2013 r.. Finalista międzynarodowego konkursu fotograficznego Sony World Photography Awards 2018 - wyróżnienie w kategorii Open competition, Landscape & Nature. Laureat złotego medalu fotoklubu RP w XXXVII Międzynarodowym Konkursie Fotograficznym im. Jana Sunderlanda „Krajobraz Górski” 2017. Zwycięzca międzynarodowego konkursu fotograficznego 35 AWARDS 2017.
Jego zdjęcia były wielokrotnie publikowane w mediach w Polsce i za granicą, zarówno w mediach internetowych, jak i wydaniach papierowych, m.in. w Newsweeku, Gazecie Wyborczej, Onecie, Digital Camera Polska, National Geographic Treveller, La Stampa, Daily Mail, Der Spiegel i innych.
Największy rozgłos jego zdjęciom przyniosła sesja ślubna, którą wykonał swojej żonie i sobie podczas podróży poślubnej do Skandynawii w 2016 r. Zdjęcia wykonane w Górach Skandynawskich obiegły media całego świata.